# Декоративний бук червонолистої форми
Декорати́вний бук червоноли́стої фо́рми — втрачена ботанічна пам'ятка природи місцевого значення в Україні. Розташована в межах Старосамбірського району Львівської області, в місті Добромиль, на вулиці Галицькій, 28 (територія міської лікарні). 
Площа 0,05 га. Статус надано 1984 року. Перебуває у віданні Добромильської лікарні. 
Статус надано з метою збереження вікового бука червонолистої форми.
- Станом на липень 2019 року від бука залишився лише пень[1].

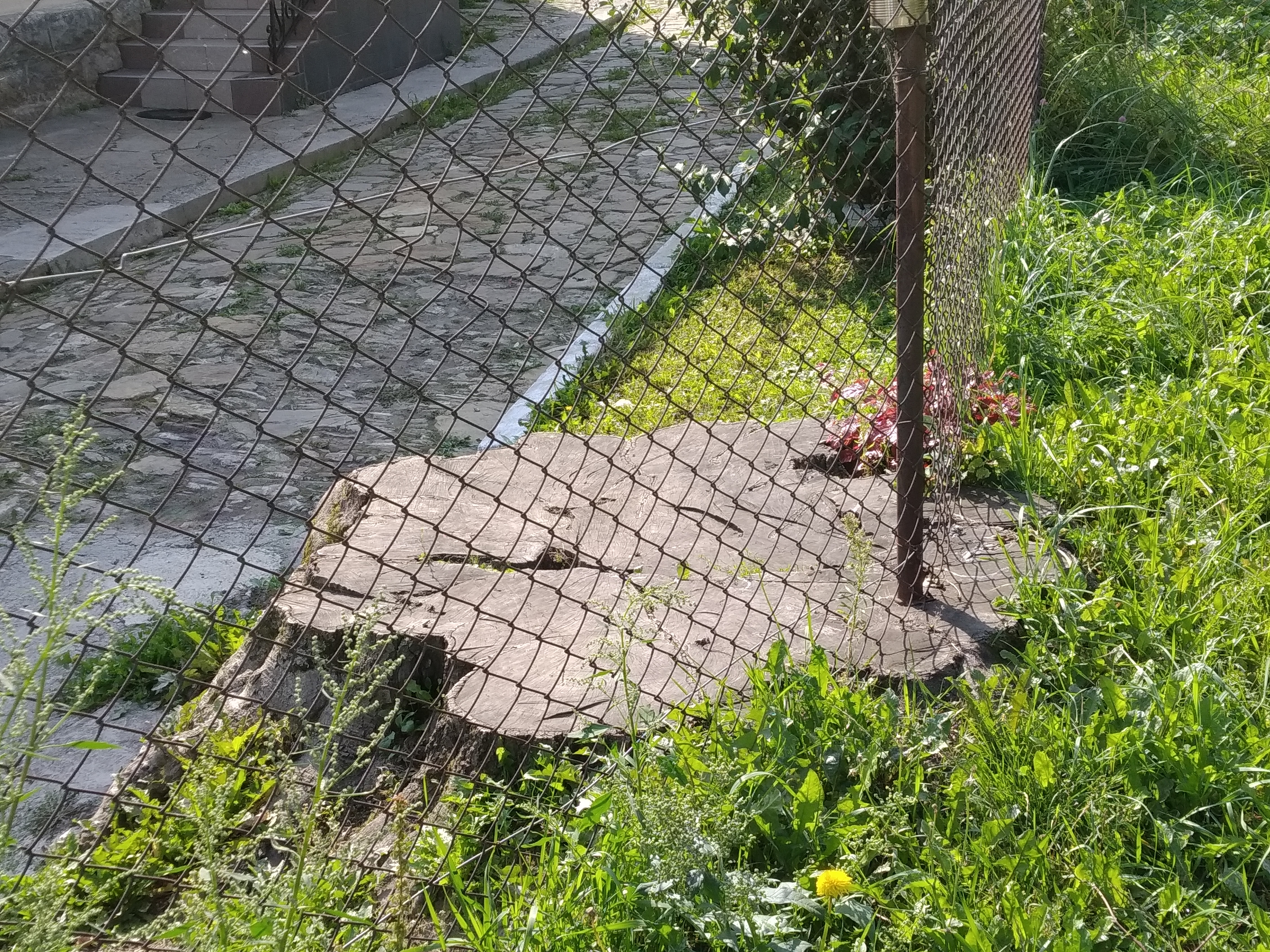
Пень бука червонолистої форми (липень 2019)